# Saint-Cézaire-sur-Siagne
Saint-Cézaire-sur-Siagne là một xã ở tỉnh Alpes-Maritimes, vùng Provence-Alpes-Côte d'Azur ở đông nam nước Pháp.